# Lament de Dido

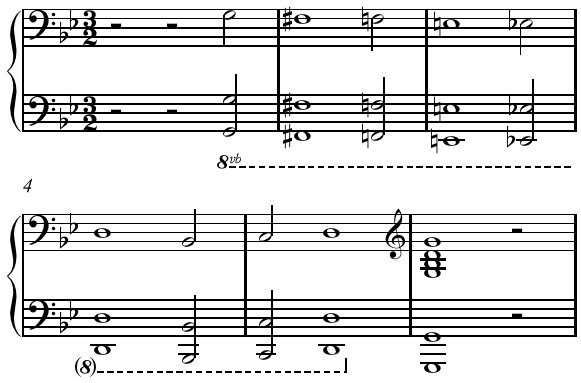
Quarta descendent del Lament de Dido, compassos 1–6

Es coneix com Lament de Dido l'ària When I'm laid in earth (Quan jegui dins la terra) de l'òpera Dido and Aeneas de Henry Purcell amb llibret de Nahum Tate.
S'inclou en nombrosos manuals de música clàssica, ja que es considera un ús exemplar del passus duriusculus en l'ostinato. El director Leopold Stokowski en va escriure una transcripció per a orquestra simfònica.

## Anàlisi
Abans de l'ària hi ha un recitatiu, Thy hand, Belinda, acompanyat per baix continu.
El Lament de Dido comença amb una línia cromàtica de quarta descendent en l'ostinato que es repeteix onze vegades per tota l'ària, estructurant la peça en la forma d'una xacona. Henry Purcell aplica el figuralisme en la paraula laid, en la qual també sona una quarta descendent que s'associa al sentiment tràgic. També a remember me, que es presenta en un enquadrament de text sil·làbic i que en l'última repetició salta de registre amb un sobtat crescendo mostrant el crit desesperat de Dido mentre s'enfronta al seu destí: la mort.

## L'Eneida
El text, així com l'òpera de Purcell, al·ludeixen al poema èpic Eneida, que narra el viatge del guerrer troià Eneas cap a Itàlia fugint de la seva ciutat devastada per la guerra i buscant la manera de garantir el seu llinatge. En el viatge, el seu vaixell s'extravia i desembarca a Cartago on Eneas s'enamora de la reina Dido. Però el guerrer decideix seguir amb el seu deure i marxar renunciant a l'amor. Desolada per la traïció, Dido fa construir una gran pira que sigui visible des del mar per tal que Eneas vegi des del vaixell que l'abandó li ha causat la mort. La reina canta el lament a la seva dona de confiança, Belinda, just abans de provocar la seva pròpia mort mentre Eneas hissa les veles.

## Text
Recitative

Thy hand, Belinda, darkness shades me,

On thy bosom let me rest,

More I would, but Death invades me;

Death is now a welcome guest.
Recitatiu
Dona'm la mà, Belinda, la foscor m'envolta,

deixa'm descansar sobre el teu pit,

Què més voldria, però la mort m'envaeix;

la mort és ara una convidada benvinguda.
Aria

When I am laid, am laid in earth, May my wrongs create

No trouble, no trouble in thy breast;

Remember me, remember me, but ah! forget my fate.

Remember me, but ah! forget my fate.
Ària

Quan jegui, quan jegui dins la terra, que els meus errors no causin 

cap mal, cap mal en el teu pit;

Recorda'm, recorda'm, però ah! oblida el meu destí.

Recorda'm però ah! oblida el meu destí.